# Iva Dimic
Iva Dimic, slovenska ekonomistka in političarka, * 28. oktober 1972.
Leta 2011 je bila kot članica Nove Slovenije izvoljena za poslanko 6. državnega zbora Republike Slovenije. Za poslanko je bila ponovno izvoljena na državnozborskih volitvah leta 2014, 2018 in 2022. 